# Alsunga kommun
Alsungas novads var en kommun i Lettland. Den låg i den västra delen av landet, 150 km väster om huvudstaden Riga. Antalet invånare var 1 620. Arean var 190 kvadratkilometer.
2021 slogs kommunen samman med Kuldīga kommun.
Följande samhällen fanns i Alsungas novads:
- Alsunga